# Valeri Butenko
Valeri Vladimirovitch Butenko (en russe : Валерий Павлович Бутенко), né le 16 juillet 1941 à Moscou (URSS) et mort le 13 février 2020 à Moscou (Russie), est un footballeur, entraîneur et arbitre soviétique puis russe de football. 

## Carrière
Valeri Butenko débuta en 1976 et il fut arbitre international de 1979 à 1986.
Il a officié dans une compétition majeure : 
- Coupe du monde de football de 1986 (1 match).